# Никола Саранов (юрист)
 Тази статия е за юриста.  За революционера вижте Никола Саранов.  
Никола Иванов Саранов е български юрист, професор, доктор по наказателно право в катедрата по наказателно право и наказателно съдопроизводство в Юридическия факултет на Софийския университет (1925 – 1951). Един от създателите на българската криминалистика. Член на Международната асоциация по наказателно право, на Международното дружество по криминология и на Института за международни проучвания.

## Биография
Роден е на 30 април 1895 г. в София. Внук на габровския революционер Никола Саранов, чието име носи.
Никола Саранов се дипломира в Юридическия факултет на Софийския университет през 1920 г., а от 1921 до 1923 г. специализира в Университета в Хале, Германия. Там защитава и докторска дисертация през 1923 г. През 1932 г. специализира и в Гренобъл, Франция.
Асистент по наказателно право и наказателно съдопроизводство от 1925 г., от 1926 г. – доцент, а от 1934 г. и професор. Ръководител на катедрата в периода 1939 – 1951 г. През януари 1951 г. е принуден да напусне, защото бил неудобен на новата власт.
На два пъти декан на Юридическия факултет през академичните 1931/32 г. и 1944/45 г. Автор на стотици публикации, книги, учебници и помагала. След деветосептемврийския преврат е под наблюдение на Държавна сигурност до 1960 г. заради буржоазно-реакционната среда в която се движи и общува.
Проф. Саранов е голям почитател на творчеството на Фьодор Достоевски, за което казва, „че всеки един юрист би могъл да открие отговорите на големите си въпроси в творчеството на бележития руски писател“.
Умира 5 октомври 1974 г. в София.